# عبد ربه حسين
عبد ربه حسين (و. – 2016 م) هو ضابط من اليمن. ويحمل رتبة عسكرية لواء.
توفي في عدن

## القيادات
تولى قيادة:
- اللواء 115 مشاة.

| مناصب عسكرية | مناصب عسكرية                          | مناصب عسكرية |
| ------------ | ------------------------------------- | ------------ |
| سبقه         | قائد اللواء 115 مشاة - 22 فبراير 2016 | تبعه         |